# Вербівка (Хмельницький район)
Вербі́вка — село в Україні, у Заслучненській сільській громаді Хмельницького району Хмельницької області. Населення становить 18 осіб - 2020 рiк.

## Історія
У 1906 році село Бутовецької волості Ізяславського повіту Волинської губернії. Відстань від повітового міста 53 верст, від волості 6. Дворів 27, мешканців 191.